# Mistrzostwa Świata Juniorów w Hokeju na Lodzie 2017/I Dywizja
Mistrzostwa Świata Juniorów w Hokeju na Lodzie I dywizji 2017 odbyły się w dwóch państwach: w Niemczech (Bremerhaven) oraz na Węgrzech (Budapeszt). Zarówno zawody grupy A jak i grupy B rozgrywane były w dniach 11–17 grudnia 2016 roku.
W mistrzostwach drugiej dywizji uczestniczyło 12 zespołów, które zostały podzielone na dwie grupy po 6 zespołów. Rozgrywały one mecze systemem każdy z każdym. Pierwsza oraz druga drużyna turnieju grupy A awansowały do mistrzostw świata elity w 2018 roku, ostatni zespół grupy A grał rok później w grupie B, zastępując zwycięzcę turnieju grupy B. Najsłabsza drużyna grupy B spadła do drugiej dywizji.
Hale, w których odbyły się zawody to:
- Arena BHV (Bremerhaven)
- Icecenter Rink 1 (Budapeszt)

## Grupa A
Wyniki
| 11 grudnia 2016 | Francja | 3:6 | Białoruś | Arena BHV, Bremerhaven |

| Szczegóły      | Szczegóły                                                  | Szczegóły       | Szczegóły | Szczegóły                                                                                           |
| -------------- | ---------------------------------------------------------- | --------------- | --- | --------------------------------------------------------------------------------------------------- |
| Godzina: 13:00 | G. Ville (EQ) 07:40 B. Maia (EQ) 20:27 G. Ville (PP) 59:12 | (1:2, 1:3, 1:1) | 06:19 (EQ) A. Bełewicz 07:16 (EQ) M. Suszko 22:20 (EQ) A. Bełewicz 35:57 (EQ) A. Bełewicz 39:05 (EQ) K. Kutsyr 52:40 (PP) W. Martyniuk | Widzów: 1 742 Sędzia główny: Oliver Gouin Sędziowie liniowi: Wojciech Moszczyński Tobias Nordlander |
| Godzina: 13:00 | 18 min. kar                                                |                 | 30 min. kar | Widzów: 1 742 Sędzia główny: Oliver Gouin Sędziowie liniowi: Wojciech Moszczyński Tobias Nordlander |

| 11 grudnia 2016 | Niemcy | 5:3 | Kazachstan | Arena BHV, Bremerhaven |

| Szczegóły      | Szczegóły | Szczegóły       | Szczegóły                                                             | Szczegóły                                                                                    |
| -------------- | --- | --------------- | --------------------------------------------------------------------- | -------------------------------------------------------------------------------------------- |
| Godzina: 16:30 | J. Napravnik (PP) 01:50 J. Napravnik (EQ) 18:05 V. Kopp (PP) 32:24 N. Mannes (EQ) 37:52 J. Mayenschein (ENG) 59:11 | (2:0, 2:2, 1:1) | 21:46 (PP) D. Gabdullin 26:13 (PS) D. Demjanow 52:18 (PP) K. Panjukow | Widzów: 1 829 Sędzia główny: Rasmus Toppel Sędziowie liniowi: Nicola Basso Marc-Henri Progin |
| Godzina: 16:30 | 16 min. kar |                 | 14 min. kar                                                           | Widzów: 1 829 Sędzia główny: Rasmus Toppel Sędziowie liniowi: Nicola Basso Marc-Henri Progin |

| 11 grudnia 2016 | Norwegia | 3:6 | Austria | Arena BHV, Bremerhaven |

| Szczegóły      | Szczegóły                                                                   | Szczegóły       | Szczegóły | Szczegóły                                                                                            |
| -------------- | --------------------------------------------------------------------------- | --------------- | --- | --- |
| Godzina: 20:00 | T.A. Christensen (PP) 02:40 S. Johansen (PP) 32:05 E. Kjellesvik (EQ) 47:49 | (1:2, 1:2, 1:2) | 04:29 (EQ) F. Maxa 19:23 (EQ) Ch. Wappis 35:09 (EQ) L. Haudum 39:28 (EQ) D. Wachter 46:51 (PP) Ch. Kromp 56:23 (PP2) G. Kragl | Widzów: 1 838 Sędzia główny: Przemysław Kępa Sędziowie liniowi: Thorsten Lajoie Jan-Christian Muller |
| Godzina: 20:00 | 14 min. kar                                                                 |                 | 12 min. kar | Widzów: 1 838 Sędzia główny: Przemysław Kępa Sędziowie liniowi: Thorsten Lajoie Jan-Christian Muller |

| 12 grudnia 2016 | Kazachstan | 1:3 | Francja | Arena BHV, Bremerhaven |

| Szczegóły      | Szczegóły           | Szczegóły       | Szczegóły                                                   | Szczegóły                                                                                          |
| -------------- | ------------------- | --------------- | ----------------------------------------------------------- | -------------------------------------------------------------------------------------------------- |
| Godzina: 13:00 | D. Bykow (EQ) 23:11 | (0:0, 1:1, 0:2) | 33:54 (EQ) B. Maia 59:15 (EQ) A. Pascal 59:35 (EQ) G. Ville | Widzów: 1 609 Sędzia główny: Daniel Prazak Sędziowie liniowi: Thorsten Lajoie Wojciech Moszczyński |
| Godzina: 13:00 | 6 min. kar          |                 | 8 min. kar                                                  | Widzów: 1 609 Sędzia główny: Daniel Prazak Sędziowie liniowi: Thorsten Lajoie Wojciech Moszczyński |

| 12 grudnia 2016 | Białoruś | 4:2 | Norwegia | Arena BHV, Bremerhaven |

| Szczegóły      | Szczegóły                                                                                        | Szczegóły       | Szczegóły                                     | Szczegóły                                                                                          |
| -------------- | ------------------------------------------------------------------------------------------------ | --------------- | --------------------------------------------- | -------------------------------------------------------------------------------------------------- |
| Godzina: 16:30 | R. Wasilczuk (PP) 15:48 A. Bełewicz (PP) 45:10 W. Jerjomenko (PP) 47:21 R. Wasilczuk (ENG) 59:54 | (1:1, 0:1, 3:0) | 13:36 (EQ) S. Johansen 21:55 (PP) Ch. Karlsen | Widzów: 1 637 Sędzia główny: Rasmus Toppel Sędziowie liniowi: Jan-Christian Muller Stef Oosterling |
| Godzina: 16:30 | 14 min. kar                                                                                      |                 | 16 min. kar                                   | Widzów: 1 637 Sędzia główny: Rasmus Toppel Sędziowie liniowi: Jan-Christian Muller Stef Oosterling |

| 12 grudnia 2016 | Austria | 3:0 | Niemcy | Arena BHV, Bremerhaven |

| Szczegóły      | Szczegóły                                                         | Szczegóły       | Szczegóły   | Szczegóły                                                                                        |
| -------------- | ----------------------------------------------------------------- | --------------- | ----------- | ------------------------------------------------------------------------------------------------ |
| Godzina: 20:00 | L. Birnbaum (EQ) 09:11 D. Wachter (EQ) 27:09 L. Haudum (PP) 28:37 | (1:0, 2:0, 0:0) |             | Widzów: 1 714 Sędzia główny: Oliver Gouin Sędziowie liniowi: Tobias Nordlander Marc-Henri Progin |
| Godzina: 20:00 | 10 min. kar                                                       |                 | 18 min. kar | Widzów: 1 714 Sędzia główny: Oliver Gouin Sędziowie liniowi: Tobias Nordlander Marc-Henri Progin |

| 14 grudnia 2016 | Austria | 3:6 | Kazachstan | Arena BHV, Bremerhaven |

| Szczegóły      | Szczegóły                                                             | Szczegóły       | Szczegóły | Szczegóły                                                                                     |
| -------------- | --------------------------------------------------------------------- | --------------- | --- | --------------------------------------------------------------------------------------------- |
| Godzina: 13:00 | M. Kernberger (EQ) 04:59 P. Poschmann (EQ) 14:42 Ch. Kromp (PP) 32:39 | (2:2, 1:1, 0:3) | 15:57 (EQ) Z. Parkhomenko 17:34 (EQ) A. Melikhow 26:19 (EQ) A. Khrestjanoski 50:49 (PP) K. Panjukow 53:26 (PP) A. Borisewicz 58:08 (EQ) A. Khrestjanoski | Widzów: 1 590 Sędzia główny: Przemysław Kępa Sędziowie liniowi: Nicola Basso Tobias Norlander |
| Godzina: 13:00 | 18 min. kar                                                           |                 | 30 min. kar | Widzów: 1 590 Sędzia główny: Przemysław Kępa Sędziowie liniowi: Nicola Basso Tobias Norlander |

| 14 grudnia 2016 | Francja | 2:3 | Norwegia | Arena BHV, Bremerhaven |

| Szczegóły      | Szczegóły                               | Szczegóły       | Szczegóły                                                               | Szczegóły                                                                                         |
| -------------- | --------------------------------------- | --------------- | ----------------------------------------------------------------------- | ------------------------------------------------------------------------------------------------- |
| Godzina: 16:30 | B. Maia (EQ) 00:20 H. Gallet (PP) 59:48 | (1:2, 0:0, 1:1) | 01:30 (EQ) S. Johansen 19:58 (EQ) M. Ellingsen 52:51 (EQ) A. Marthinsen | Widzów: 1 666 Sędzia główny: Oliver Gouin Sędziowie liniowi: Thorsten Lajoie Wojciech Moszczyński |
| Godzina: 16:30 | 10 min. kar                             |                 | 6 min. kar                                                              | Widzów: 1 666 Sędzia główny: Oliver Gouin Sędziowie liniowi: Thorsten Lajoie Wojciech Moszczyński |

| 14 grudnia 2016 | Białoruś | 3:4 pk. | Niemcy | Arena BHV, Bremerhaven |

| Szczegóły      | Szczegóły                                                            | Szczegóły                 | Szczegóły                                                                                | Szczegóły                                                                                       |
| -------------- | -------------------------------------------------------------------- | ------------------------- | ---------------------------------------------------------------------------------------- | ----------------------------------------------------------------------------------------------- |
| Godzina: 20:00 | A. Bełewicz (EQ) 05:08 I. Suszko (PP2) 18:57 R. Wasilczuk (EQ) 50:08 | (2:2, 0:0, 1:1, 0:0, 0:1) | 13:13 (EQ) J. Mayenschein 16:11 (EQ) Dumont 54:02 (PP) T. Eder 65:00 (SO) J. Mayenschein | Widzów: 1 792 Sędzia główny: Daniel Prazak Sędziowie liniowi: Stef Oosterling Marc-Henri Progin |
| Godzina: 20:00 | 8 min. kar                                                           |                           | 22 min. kar                                                                              | Widzów: 1 792 Sędzia główny: Daniel Prazak Sędziowie liniowi: Stef Oosterling Marc-Henri Progin |

| 15 grudnia 2016 | Austria | 3:4 | Francja | Arena BHV, Bremerhaven |

| Szczegóły      | Szczegóły                                                         | Szczegóły       | Szczegóły                                                                        | Szczegóły                                                                                   |
| -------------- | ----------------------------------------------------------------- | --------------- | -------------------------------------------------------------------------------- | ------------------------------------------------------------------------------------------- |
| Godzina: 13:00 | Ch. Wappis (EQ) 43:53 D. Winkler (EQ) 45:23 B. Nissner (EQ) 48:12 | (0:1, 0:2, 3:1) | 13:53 (PP) A. Texier 29:14 (EQ) E. Guebey 39:38 (EQ) G. Ville 54:29 (PP) B. Maia | Widzów: 471 Sędzia główny: Daniel Prazak Sędziowie liniowi: Thorston Lajoie Stef Oosterling |
| Godzina: 13:00 | 42 min. kar                                                       |                 | 16 min. kar                                                                      | Widzów: 471 Sędzia główny: Daniel Prazak Sędziowie liniowi: Thorston Lajoie Stef Oosterling |

| 15 grudnia 2016 | Kazachstan | 1:3 | Białoruś | Arena BHV, Bremerhaven |

| Szczegóły      | Szczegóły                   | Szczegóły       | Szczegóły                                                            | Szczegóły                                                                                      |
| -------------- | --------------------------- | --------------- | -------------------------------------------------------------------- | ---------------------------------------------------------------------------------------------- |
| Godzina: 16:30 | A. Chrestianoski (PP) 54:38 | (0:2, 0:1, 1:0) | 04:51 (EQ) D. Bujnicki 12:03 (EQ) J. Farafontow 36:25 (PP) S. Piszuk | Widzów: 518 Sędzia główny: Rasmus Toppel Sędziowie liniowi: Nicola Basso Jens-Christian Muller |
| Godzina: 16:30 | 30 min. kar                 |                 | 14 min. kar                                                          | Widzów: 518 Sędzia główny: Rasmus Toppel Sędziowie liniowi: Nicola Basso Jens-Christian Muller |

| 15 grudnia 2016 | Norwegia | 0:2 | Niemcy | Arena BHV, Bremerhaven |

| Szczegóły      | Szczegóły   | Szczegóły       | Szczegóły                                  | Szczegóły                                                                                           |
| -------------- | ----------- | --------------- | ------------------------------------------ | --------------------------------------------------------------------------------------------------- |
| Godzina: 20:00 |             | (0:0, 0:0, 0:2) | 51:42 (PP) Ch. Korner 59:59 (ENG) Y. Drews | Widzów: 609 Sędzia główny: Przemysław Kępa Sędziowie liniowi: Wojciech Moszczyński Tobias Norlander |
| Godzina: 20:00 | 10 min. kar |                 | 2 min. kar                                 | Widzów: 609 Sędzia główny: Przemysław Kępa Sędziowie liniowi: Wojciech Moszczyński Tobias Norlander |

| 17 grudnia 2016 | Kazachstan | 3:2 | Norwegia | Arena BHV, Bremerhaven |

| Szczegóły      | Szczegóły                                                               | Szczegóły       | Szczegóły                                    | Szczegóły                                                                                            |
| -------------- | ----------------------------------------------------------------------- | --------------- | -------------------------------------------- | --- |
| Godzina: 13:00 | S. Danijar (PP) 23:21 W. Orechow (PP) 27:04 A. Chrestianoski (EQ) 41:35 | (0:0, 2:0, 1:2) | 45:44 (EQ) M. Homdrom 58:43 (EA) Ch. Karlsen | Widzów: 1 766 Sędzia główny: Daniel Prazak Sędziowie liniowi: Wojciech Moszczyński Tobias Nordlander |
| Godzina: 13:00 | 12 min. kar                                                             |                 | 22 min. kar                                  | Widzów: 1 766 Sędzia główny: Daniel Prazak Sędziowie liniowi: Wojciech Moszczyński Tobias Nordlander |

| 17 grudnia 2016 | Białoruś | 4:0 | Austria | Arena BHV, Bremerhaven |

| Szczegóły      | Szczegóły                                                                                    | Szczegóły       | Szczegóły   | Szczegóły                                                                                      |
| -------------- | -------------------------------------------------------------------------------------------- | --------------- | ----------- | ---------------------------------------------------------------------------------------------- |
| Godzina: 16:30 | A. Bełewicz (EQ) 15:41 P. Warabiej (PP) 31:46 R. Wasilczuk (PP) 34:20 J. Astankow (PP) 49:19 | (1:0, 2:0, 1:0) |             | Widzów: 1 804 Sędzia główny: Oliver Gouin Sędziowie liniowi: Nicola Basso Jan-Christian Muller |
| Godzina: 16:30 | 6 min. kar                                                                                   |                 | 12 min. kar | Widzów: 1 804 Sędzia główny: Oliver Gouin Sędziowie liniowi: Nicola Basso Jan-Christian Muller |

| 17 grudnia 2016 | Francja | 6:4 | Niemcy | Arena BHV, Bremerhaven |

| Szczegóły      | Szczegóły | Szczegóły       | Szczegóły                                                                         | Szczegóły                                                                                         |
| -------------- | --- | --------------- | --------------------------------------------------------------------------------- | ------------------------------------------------------------------------------------------------- |
| Godzina: 20:00 | Ch. Korner (EQ) 04:51 V. Busch (EQ) 12:15 / V. Busch (EQ) 26:36 Y. Drews (EQ) 35:59 T. Eder (PP) 47:35 L. Kalble (EQ) 48:11 | (2:0, 2:2, 2:2) | 24:58 (PP) B. Maia 32:58 (EQ) R. Matima 41:24 (PP) H. Gallet 51:09 (EQ) A. Torres | Widzów: 1 902 Sędzia główny: Przemysław Kępa Sędziowie liniowi: Stef Oosterling Marc-Henri Progin |
| Godzina: 20:00 | 10 min. kar |                 | 6 min. kar                                                                        | Widzów: 1 902 Sędzia główny: Przemysław Kępa Sędziowie liniowi: Stef Oosterling Marc-Henri Progin |

Tabela
| Lp. | Zespół     | M | Pkt | Z | Zd | Pd | P | G+ | G- | +/− |
| --- | ---------- | - | --- | - | -- | -- | - | -- | -- | --- |
| 1.  | Białoruś   | 5 | 13  | 4 | 0  | 1  | 0 | 20 | 10 | +10 |
| 2.  | Niemcy     | 5 | 11  | 3 | 1  | 0  | 1 | 17 | 13 | +4  |
| 3.  | Francja    | 5 | 6   | 2 | 0  | 0  | 3 | 16 | 19 | -3  |
| 4.  | Kazachstan | 5 | 6   | 2 | 0  | 0  | 3 | 14 | 16 | -2  |
| 5.  | Austria    | 5 | 6   | 2 | 0  | 0  | 3 | 15 | 17 | -2  |
| 6.  | Norwegia   | 5 | 3   | 1 | 0  | 0  | 4 | 10 | 17 | -7  |

    = awans do Elity      = spadek do dywizji I, grupy B
Statystyki indywidualne
- Klasyfikacja strzelców:  Andrei Bełewicz
- Klasyfikacja asystentów:  Gabin Ville
- Klasyfikacja kanadyjska:  Gabin Ville
- Klasyfikacja +/−:  Rusłan Wasilczuk
- Klasyfikacja skuteczności interwencji bramkarzy:  Jens Kristian Lillegrend
- Klasyfikacja średniej goli straconych na mecz bramkarzy:  Mirko Pantkowski

Nagrody indywidualne
Dyrektoriat turnieju wybrał trójkę najlepszych zawodników na każdej pozycji:
- Bramkarz:  Mirko Pantkowski
- Obrońca:  Pawieł Warabiej
- Napastnik:  Andrei Bełewicz

## Grupa B
Wyniki
| 11 grudnia 2016 | Ukraina | 2:4 | Polska | Icecenter Rink 1 Budapeszt |

| Szczegóły      | Szczegóły                                     | Szczegóły       | Szczegóły                                                                                 | Szczegóły                                                                           |
| -------------- | --------------------------------------------- | --------------- | ----------------------------------------------------------------------------------------- | ----------------------------------------------------------------------------------- |
| Godzina: 13:00 | M. Kowalenko (PP) 47:51 J. Swiszew (EQ) 51:55 | (0:1, 0:1, 2:2) | 19:11 (EQ) K. Wróbel 25:10 (EQ) A. Łyszczarczyk 49:01 (PP) B. Jeziorski 53:14 (EQ) D. Paś | Widzów: 42 Sędzia główny: Tomas Orolin Sędziowie liniowi: Elias Seewald David Vaczi |
| Godzina: 13:00 | 10 min. kar                                   |                 | 12 min. kar                                                                               | Widzów: 42 Sędzia główny: Tomas Orolin Sędziowie liniowi: Elias Seewald David Vaczi |

| 11 grudnia 2016 | Węgry | 5:2 | Włochy | Icecenter Rink 1, Budapeszt |

| Szczegóły      | Szczegóły                                                                                          | Szczegóły       | Szczegóły                                           | Szczegóły                                                                               |
| -------------- | -------------------------------------------------------------------------------------------------- | --------------- | --------------------------------------------------- | --------------------------------------------------------------------------------------- |
| Godzina: 16:30 | M. Sagi (EQ) 00:40 B. Kreisz (EQ) 24:12 A. Nagy (EQ) 26:44 D. Molnar (EQ) 29:08 R. Kiss (PP) 34:20 | (1:0, 4:1, 0:1) | 30:21 (EQ) A. de Lorenzo Meo 49:16 (EQ) A. Vinatzer | Widzów: 1382 Sędzia główny: Per Gustav Solem Sędziowie liniowi: Yann Furet Maris Locans |
| Godzina: 16:30 | 6 min. kar                                                                                         |                 | 14 min. kar                                         | Widzów: 1382 Sędzia główny: Per Gustav Solem Sędziowie liniowi: Yann Furet Maris Locans |

| 11 grudnia 2016 | Słowenia | 4:3 pd. | Wielka Brytania | Icecenter Rink 1, Budapeszt |

| Szczegóły      | Szczegóły                                                                               | Szczegóły            | Szczegóły                                                      | Szczegóły                                                                             |
| -------------- | --------------------------------------------------------------------------------------- | -------------------- | -------------------------------------------------------------- | ------------------------------------------------------------------------------------- |
| Godzina: 20:00 | L. Maver (EQ) 23:19 N. Simsic (EQ) 38:05 K. Potocnik (PP) 54:25 B. Tomazevic (EQ) 62:21 | (0:0, 2:1, 1:2, 1:0) | 24:08 (EQ) L. Kirk 45:54 (PP2) Ch. Wappis 47:10 (PP) S. Duggan | Widzów: 100 Sędzia główny: Jurij Oskirko Sędziowie liniowi: Havar Dahl Norbert Muzsik |
| Godzina: 20:00 | 20 min. kar                                                                             |                      | 10 min. kar                                                    | Widzów: 100 Sędzia główny: Jurij Oskirko Sędziowie liniowi: Havar Dahl Norbert Muzsik |

| 12 grudnia 2016 | Włochy | 1:2 pd. | Ukraina | Icecenter Rink 1, Budapeszt |

| Szczegóły      | Szczegóły                 | Szczegóły            | Szczegóły                                        | Szczegóły                                                                                   |
| -------------- | ------------------------- | -------------------- | ------------------------------------------------ | ------------------------------------------------------------------------------------------- |
| Godzina: 13:00 | S. Pitschieler (PP) 03:47 | (1:1, 0:0, 0:0, 0:1) | 14:35 (EQ) D. Szczerbakow 60:46 (PP) A. Denyskin | Widzów: 48 Sędzia główny: Laurent Garbay Sędziowie liniowi: Norbert Muzsik Ivan Nedeljkovic |
| Godzina: 13:00 | 10 min. kar               |                      | 8 min. kar                                       | Widzów: 48 Sędzia główny: Laurent Garbay Sędziowie liniowi: Norbert Muzsik Ivan Nedeljkovic |

| 12 grudnia 2016 | Wielka Brytania | 1:5 | Węgry | Icecenter Rink 1, Budapeszt |

| Szczegóły      | Szczegóły             | Szczegóły       | Szczegóły                                                                                        | Szczegóły                                                                           |
| -------------- | --------------------- | --------------- | ------------------------------------------------------------------------------------------------ | ----------------------------------------------------------------------------------- |
| Godzina: 16:30 | C. Glossop (EQ) 29:37 | (0:3, 1:1, 0:1) | 12:19 (PP) M. Sagi 12:45 (EQ) D. Molnar 13:20 (SH) M. Sagi 22:42 (PP) P. Kiss 59:43 (EQ) Z. Kiss | Widzów: 520 Sędzia główny: Tomas Orolin Sędziowie liniowi: Havar Dahl Elias Seewald |
| Godzina: 16:30 | 12 min. kar           |                 | 12 min. kar                                                                                      | Widzów: 520 Sędzia główny: Tomas Orolin Sędziowie liniowi: Havar Dahl Elias Seewald |

| 12 grudnia 2016 | Polska | 5:3 | Słowenia | Icecenter Rink 1, Budapeszt |

| Szczegóły      | Szczegóły | Szczegóły       | Szczegóły                                                         | Szczegóły                                                                            |
| -------------- | --- | --------------- | ----------------------------------------------------------------- | ------------------------------------------------------------------------------------ |
| Godzina: 20:00 | A. Łyszczarczyk (PP) 05:23 P. Krężolek (EQ) 26:25 K. Wróbel (EQ) 35:02 J. Kamienieu (PP2) 44:29 B. Jeziorski (EQ) 59:31 | (1:0, 2:1, 2:2) | 27:51 (EQ) K. Potocnik 42:31 (PP) Z. Jezovsek 53:27 (EQ) J. Drozg | Widzów: 38 Sędzia główny: Per Gustav Solem Sędziowie liniowi: Yann Furet David Vaczi |
| Godzina: 20:00 | 12 min. kar |                 | 12 min. kar                                                       | Widzów: 38 Sędzia główny: Per Gustav Solem Sędziowie liniowi: Yann Furet David Vaczi |

| 14 grudnia 2016 | Włochy | 0:7 | Słowenia | Icecenter Rink 1, Budapeszt |

| Szczegóły      | Szczegóły  | Szczegóły       | Szczegóły | Szczegóły                                                                           |
| -------------- | ---------- | --------------- | --- | ----------------------------------------------------------------------------------- |
| Godzina: 13:00 |            | (0:2, 0:1, 0:4) | 08:36 (EQ) Z. Jezovsek 18:49 (PP) N. Simsic 31:19 (EQ) L. Zorko 51:03 (EQ) M. Jeklic 51:31 (EQ) M. Jeklic 52:52 (EQ) Z. Markic 59:15 (EQ) R. Macuh | Widzów: 36 Sędzia główny: Jurij Oskirko Sędziowie liniowi: Havar Dahl Elias Seewald |
| Godzina: 13:00 | 8 min. kar |                 | 16 min. kar | Widzów: 36 Sędzia główny: Jurij Oskirko Sędziowie liniowi: Havar Dahl Elias Seewald |

| 14 grudnia 2016 | Węgry | 3:1 | Ukraina | Icecenter Rink 1, Budapeszt |

| Szczegóły      | Szczegóły                                                   | Szczegóły       | Szczegóły             | Szczegóły                                                                                  |
| -------------- | ----------------------------------------------------------- | --------------- | --------------------- | ------------------------------------------------------------------------------------------ |
| Godzina: 16:30 | A. Peter (EQ) 02:58 M. Sagi (EQ) 40:16 M. Revesz (EQ) 47:57 | (1:1, 0:0, 2:0) | 07:05 (PP) J. Swiszew | Widzów: 349 Sędzia główny: Per Gustav Solem Sędziowie liniowi: Yann Furet Ivan Nedeljkovic |
| Godzina: 16:30 | 27 min. kar                                                 |                 | 6 min. kar            | Widzów: 349 Sędzia główny: Per Gustav Solem Sędziowie liniowi: Yann Furet Ivan Nedeljkovic |

| 14 grudnia 2016 | Polska | 3:2 pk. | Wielka Brytania | Icecenter Rink 1, Budapeszt |

| Szczegóły      | Szczegóły                                                                | Szczegóły                 | Szczegóły                                | Szczegóły                                                                               |
| -------------- | ------------------------------------------------------------------------ | ------------------------- | ---------------------------------------- | --------------------------------------------------------------------------------------- |
| Godzina: 20:00 | A. Łyszczarczyk (PP) 35:12 M. Gościński (EQ) 50:42 K. Wróbel (GWG) 65:00 | (0:1, 1:1, 1:0, 0:0, 1:0) | 11:30 (PP) G. Billing 31:12 (EQ) L. Kirk | Widzów: 86 Sędzia główny: Laurent Garbay Sędziowie liniowi: Maris Locans Norbert Muzsik |
| Godzina: 20:00 | 4 min. kar                                                               |                           | 4 min. kar                               | Widzów: 86 Sędzia główny: Laurent Garbay Sędziowie liniowi: Maris Locans Norbert Muzsik |

| 15 grudnia 2016 | Ukraina | 1:4 | Słowenia | Icecenter Rink 1, Budapeszt |

| Szczegóły      | Szczegóły           | Szczegóły       | Szczegóły                                                                            | Szczegóły                                                                          |
| -------------- | ------------------- | --------------- | ------------------------------------------------------------------------------------ | ---------------------------------------------------------------------------------- |
| Godzina: 13:00 | W. Mazur (PP) 15:39 | (1:2, 0:2, 0:0) | 01:38 (EQ) M. Ban 13:45 (EQ) Z. Jezovsek 29:19 (EQ) Z. Jezovsek 36:31 (SH) G. Glavic | Widzów: 38 Sędzia główny: Tomas Orolin Sędziowie liniowi: Maris Locans David Vaczi |
| Godzina: 13:00 | 25 min. kar         |                 | 10 min. kar                                                                          | Widzów: 38 Sędzia główny: Tomas Orolin Sędziowie liniowi: Maris Locans David Vaczi |

| 15 grudnia 2016 | Polska | 5:4 | Węgry | Icecenter Rink 1, Budapeszt |

| Szczegóły      | Szczegóły | Szczegóły       | Szczegóły                                                                        | Szczegóły                                                                             |
| -------------- | --- | --------------- | -------------------------------------------------------------------------------- | ------------------------------------------------------------------------------------- |
| Godzina: 16:30 | B. Jeziorski (PP) 05:42 M. Zieliński (PP) 07:33 B. Jeziorski (PP) 08:19 M. Gościński (EQ) 11:38 I. Sroka (EQ) 28:18 | (4:0, 1:0, 0:4) | 40:32 (PP) A. Peter 50:15 (EQ) M. Revesz 51:51 (PP) M. Sagi 59:14 (EQ) K. Szabad | Widzów: 1120 Sędzia główny: Jurij Oskirko Sędziowie liniowi: Havar Dahl Elias Seewald |
| Godzina: 16:30 | 16 min. kar |                 | 31 min. kar                                                                      | Widzów: 1120 Sędzia główny: Jurij Oskirko Sędziowie liniowi: Havar Dahl Elias Seewald |

| 15 grudnia 2016 | Wielka Brytania | 1:4 | Włochy | Icecenter Rink 1, Budapeszt |

| Szczegóły      | Szczegóły           | Szczegóły       | Szczegóły                                                                             | Szczegóły                                                                                 |
| -------------- | ------------------- | --------------- | ------------------------------------------------------------------------------------- | ----------------------------------------------------------------------------------------- |
| Godzina: 20:00 | J. Buesa (EQ) 22:46 | (0:3, 1:1, 0:0) | 02:14 (EQ) M. Marzolini 06:41 (PP) G. March 17:49 (EQ) S. Moroder 30:31 (EQ) D. Laner | Widzów: 54 Sędzia główny: Per Gustav Solem Sędziowie liniowi: Yann Furet Ivan Nedeljkovic |
| Godzina: 20:00 | 6 min. kar          |                 | 6 min. kar                                                                            | Widzów: 54 Sędzia główny: Per Gustav Solem Sędziowie liniowi: Yann Furet Ivan Nedeljkovic |

| 17 grudnia 2016 | Włochy | 5:4 | Polska | Icecenter Rink 1, Budapeszt |

| Szczegóły      | Szczegóły                                                                                                   | Szczegóły       | Szczegóły                                                                                       | Szczegóły                                                                             |
| -------------- | --- | --------------- | ----------------------------------------------------------------------------------------------- | ------------------------------------------------------------------------------------- |
| Godzina: 13:00 | A. Gasser (EQ) 07:37 S. Berger (EQ) 13:46 I. Deluca (PP) 15:19 I. Deluca (EQ) 28:35 F. Tschimben (EQ) 53:37 | (3:1, 1:1, 1:2) | 10:18 (PP) B. Jeziorski 26:50 (EQ) B. Jeziorski 46:54 (EQ) K. Wróbel 59:22 (EQ) A. Łyszczarczyk | Widzów: 38 Sędzia główny: Tomas Orolin Sędziowie liniowi: Havar Dahl Ivan Nedeljkovic |
| Godzina: 13:00 | 20 min. kar                                                                                                 |                 | 6 min. kar                                                                                      | Widzów: 38 Sędzia główny: Tomas Orolin Sędziowie liniowi: Havar Dahl Ivan Nedeljkovic |

| 17 grudnia 2016 | Słowenia | 3:4 | Węgry | Icecenter Rink 1, Budapeszt |

| Szczegóły      | Szczegóły                                                       | Szczegóły       | Szczegóły                                                                          | Szczegóły                                                                                |
| -------------- | --------------------------------------------------------------- | --------------- | ---------------------------------------------------------------------------------- | ---------------------------------------------------------------------------------------- |
| Godzina: 16:30 | L. Zorko (PP) 27:17 L. Maver (EQ) 33:12 B. Tomazevic (PP) 39:42 | (0:1, 3:0, 0:3) | 09:02 (EQ) A. Peter 41:41 (EQ) M. Revesz 42:27 (EQ) B. Stipsicz 44:07 (PP) M. Sagi | Widzów: 1480 Sędzia główny: Laurent Garbay Sędziowie liniowi: Maris Locans Elias Seewald |
| Godzina: 16:30 | 4 min. kar                                                      |                 | 10 min. kar                                                                        | Widzów: 1480 Sędzia główny: Laurent Garbay Sędziowie liniowi: Maris Locans Elias Seewald |

| 17 grudnia 2016 | Wielka Brytania | 1:3 | Ukraina | Icecenter Rink 1, Budapeszt |

| Szczegóły      | Szczegóły            | Szczegóły       | Szczegóły                                                         | Szczegóły                                                                             |
| -------------- | -------------------- | --------------- | ----------------------------------------------------------------- | ------------------------------------------------------------------------------------- |
| Godzina: 20:00 | D. Speirs (EQ) 50:56 | (0:1, 0:1, 1:1) | 04:06 (EQ) A. Ruban 37:03 (EQ) M. Kowalenko 59:19 (EQ) J. Swiszew | Widzów: 42 Sędzia główny: Jurij Oskirko Sędziowie liniowi: Norbert Muzsik David Vaczi |
| Godzina: 20:00 | 4 min. kar           |                 | 14 min. kar                                                       | Widzów: 42 Sędzia główny: Jurij Oskirko Sędziowie liniowi: Norbert Muzsik David Vaczi |

Tabela
| Lp. | Zespół          | M | Pkt | Z | Zd | Pd | P | G+ | G- | +/− |
| --- | --------------- | - | --- | - | -- | -- | - | -- | -- | --- |
| 1.  | Węgry           | 5 | 12  | 4 | 0  | 0  | 1 | 21 | 12 | +9  |
| 2.  | Polska          | 5 | 11  | 3 | 1  | 0  | 1 | 21 | 16 | +5  |
| 3.  | Słowenia        | 5 | 8   | 2 | 1  | 0  | 2 | 21 | 13 | +8  |
| 4.  | Włochy          | 5 | 7   | 2 | 0  | 1  | 2 | 12 | 19 | -7  |
| 5.  | Ukraina         | 5 | 5   | 1 | 1  | 0  | 3 | 9  | 13 | -4  |
| 6.  | Wielka Brytania | 5 | 2   | 0 | 0  | 2  | 3 | 8  | 19 | -11 |

    = awans do dywizji I, grupy A      = spadek do dywizji II, grupy A
Statystyki indywidualne
- Klasyfikacja strzelców:  Bartłomiej Jeziorski /  Martin Sagi
- Klasyfikacja asystentów:  Alan Łyszczarczyk
- Klasyfikacja kanadyjska:  Alan Łyszczarczyk
- Klasyfikacja +/−:  Martin Sagi
- Klasyfikacja skuteczności interwencji bramkarzy:  Bohdan Diaczenko
- Klasyfikacja średniej goli straconych na mecz bramkarzy:  Mark Vlahovic

Nagrody indywidualne
Dyrektoriat turnieju wybrał trójkę najlepszych zawodników na każdej pozycji:
- Bramkarz:  Mark Vlahovic
- Obrońca:  Bence Stipsicz
- Napastnik:  Alan Łyszczarczyk